# 岡谷瑳磨介
岡谷 瑳磨介（おかのや さまのすけ、1807年9月10日（文化4年7月29日） - 1865年5月20日（元治2年4月5日））は、江戸時代後期の武士（上野国館林藩士）。岡谷 勝益（おかのや かつます）とも。家老として安政の藩政改革を推進したが、尊王攘夷派により失脚させられた。

## 生涯

### 出自と家老就任
1807年（文化4年）生まれ。上野国館林藩士。1848年（嘉永元年）に家老に就任し、1856年（安政3年）から藩主・秋元志朝の命により安政の藩政改革で、太陽寺典膳と共に改正係を務めた。

### 断髪党事件と失脚
1863年（文久3年）、四国艦隊下関砲撃事件を機に、大久保鼎ら尊王攘夷派藩士（断髪党）から「保守的過ぎる」と批判され、辞職を強要される。この事件には、藩内の改革反対派や尊王攘夷派との対立が背景にあった。1865年（元治2年）、59歳で死去。明治維新後の1924年（大正13年）に従五位追贈。

## 親族
子孫には明治時代の実業家・南条新六郎（三男、第四十国立銀行（のちの第一銀行）頭取、日本製粉社長）や南条金雄（孫、三井物産会長、三井合名筆頭常務理事）らがいる。

## 関連文献
工藤三壽男・館林歴・文研究同好会著『岡谷瑳磨介ものがたり : 館林藩史話』（2000年）